# جايسون أوبراين
جايسون أوبراين (بالإنجليزية: Jason O'Brien)‏ هو سياسي أسترالي، ولد في 23 نوفمبر 1969 في سيدني في أستراليا. حزبياً، نشط في حزب العمال الأسترالي. وقد انتخب عضو المجلس التشريعي ولاية كوينزلاند.